# Thank You (альбом Duran Duran)
Существует альбом с таким же названием, выпущенный американской певицей Меган Трейнор
Thank You — альбом британской нью-вейв группы Duran Duran, выпущенный 4 апреля 1995 года и состоящий из кавер-версий песен любимых исполнителей музыкантов. Пластинка заняла 12-е место в UK Albums Chart и 19-е место в Billboard 200. В поддержку Thank You были выпущены три сингла — «White Lines (Don’t Do It)», «Perfect Day» и «Lay Lady Lay» (вышел только в Италии).

## Об альбоме
Начиная с этого альбома, Duran Duran начали развивать новое для себя звучание в стиле альтернативного рока, что отчетливо слышится во многих композициях на альбоме. Благодаря стилевому разнообразию оригинальных версий песен и актуальному на тот момент стилю группы, кавер-версии британцев имеют достаточно широкий стилевой диапазон — от рэп-рока («White Lines (Don’t Do It)») до поп-рока с элементами этериал-вейва («Lay Lady Lay» и «The Crystal Ship») и фанк-рока («I Wanna Take Your Higher»).

### Запись
Запись альбома была начата в 1992 году — во время работы над The Wedding Album и уже в рамках Dilate your mind-тура в поддержку «свадебного» альбома группа начала исполнять песни, которые позднее вошли в альбом — «White Lines (Don’t Do It)» и акустическую версию «The Crystal Ship». Эта первая пластинка, в записи которой приняли участие такие барабанщики, как Роджер Тейлор, покинувший Duran Duran в 1986 году и Стив Александер, который затем продолжил работу с группой в качестве студийного и концертного участника вплоть до ухода гитариста Уоррена Куккурулло из группы в 2001 году.

### Критика
Несмотря на то, что альбом занял достаточно неплохие позиции в чартах, в целом он получил отрицательные отзывы как со стороны меломанов, так и со стороны критиков. По версии музыкального издания Q Magazine, в 2006 году альбом стал наихудшим альбомом в истории музыки . Позже сами Duran Duran согласились с этим утверждением.
Джей Ди Консайдинг из Rolling Stone написал:

«Некоторые идеи на нём совершенно ошибочны, наподобие легкой для прослушивания аранжировки песни Элвиса Костелло — „Watching the Detectives“ или версии Зеппелиновской „Thank You“, которая звучит так, словно группа делает кавер на Криса де Бурга. Но нужно определенно быть сумасшедшим гением, чтобы принять песню „Success“ Игги Попа за мелодию Гари Глиттера или „911 Is a Joke“, звучание которой более напоминает Бека, нежели Public Enemy.»
Оригинальный текст (англ.)«Some of the ideas at play here are stunningly wrongheaded, like the easy-listening arrangement given Elvis Costello's «Watching the Detectives» or the version of Zeppelin's «Thank You» that sounds like the band is covering Chris DeBurgh. But it takes a certain demented genius to recognize Iggy Pop's «Success» as the Gary Glitter tune it was meant to be or to redo «911 Is a Joke» so it sounds more like Beck than like Public Enemy.»
Но несмотря на все негативные отзывы, самим авторам оригинальных версий песни из альбома Thank You понравились. В частности, сам Лу Рид назвал назвал кавер на «Perfect Day» самым лучшим и «завершенным» из всех когда-либо слышанных им.

## Список композиций
1. «White Lines (Don’t Don’t Do It)» (Grandmaster Melle Mel) — 5:31
2. «I Want to Take You Higher» (Sly & The Family Stone) — 5:06
3. «Perfect Day» (Лу Рид) — 3:51
4. «Watching the Detectives» (Элвис Костелло) — 4:48
5. «Lay Lady Lay» (Боб Дилан) — 3:53
6. «911 Is a Joke» (Public Enemy) — 3:59
7. «Success» (Игги Поп) — 4:05
8. «The Crystal Ship» (The Doors) — 2:52
9. «Ball of Confusion (That’s What the World Is Today)» (The Temptations) — 3:46
10. «Thank You» (Led Zeppelin) — 6:36
11. «Drive By» (инструментальная композиция) — 5:341
12. «I Wanna Take You Higher Again» (Sly & The Family Stone) — 4:25

Бонус-треки (в японской версии альбома):
1. «Diamond Dogs» (Дэвид Боуи) — 6:10
2. «Femme Fatale» (The Velvet Underground & Нико) — 4:22

1 Композиция является инструментальной акустической версией песни «The Chauffer», выпущенной на альбоме Rio (1982).

## Участники записи

### Duran Duran
- Саймон Ле Бон — вокал
- Ник Роудс — клавишные
- Джон Тейлор — бас-гитара
- Уоррен Куккурулло — гитара, акустическая гитара («911 Is a Joke», «Thank You», «Drive By» и «Femme Fatale»)

### Сессионные музыканты
- Ламия — бэк-вокал
- Тесса Найлз — бэк-вокал
- Стив Ферроне — ударные
- Роджер Тэйлор — ударные
- Стив Александер — ударные
- Терри Боззио — ударные